# (13214) Chirikov
(13214) Chirikov ist ein Asteroid des Hauptgürtels, der am 3. Mai 1997 vom belgischen Astronomen Eric Walter Elst am La-Silla-Observatorium (IAU-Code 809) der Europäischen Südsternwarte in Chile entdeckt wurde.
Der Asteroid wurde am 30. März 2010 nach dem russischen Seemann und Sibirienforscher Alexei Iljitsch Tschirikow (1703–1748) benannt, der während der Zweiten Kamtschatkaexpedition unter der Führung von Vitus Bering die Küste Alaskas und Teile der Aleuten entdeckte und im Jahr 1746 an der Erstellung einer Karte für russische Entdeckungen im Pazifik beteiligt war.